# Diplazium asterothrix
Diplazium asterothrix är en majbräkenväxtart som beskrevs av Carl Frederik Albert Christensen.
Diplazium asterothrix ingår i släktet Diplazium och familjen Athyriaceae. Inga underarter finns listade i Catalogue of Life.